# Callianopsis goniophthalma
Callianopsis goniophthalma is een tienpotigensoort uit de familie van de Callianassidae. De wetenschappelijke naam van de soort is voor het eerst geldig gepubliceerd in 1902 door Rathbun.